# Naviják

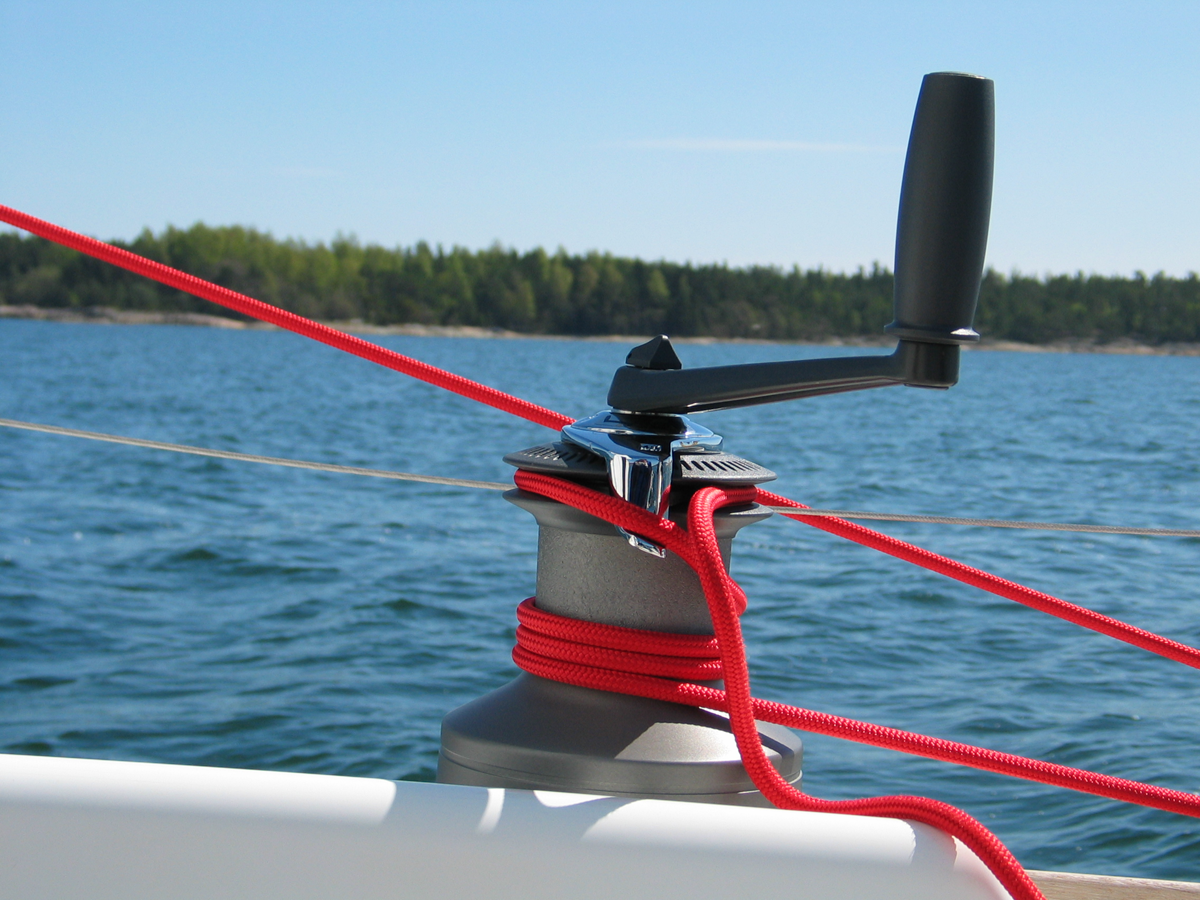
Naviják na plachetnici s odnímatelnou klikou

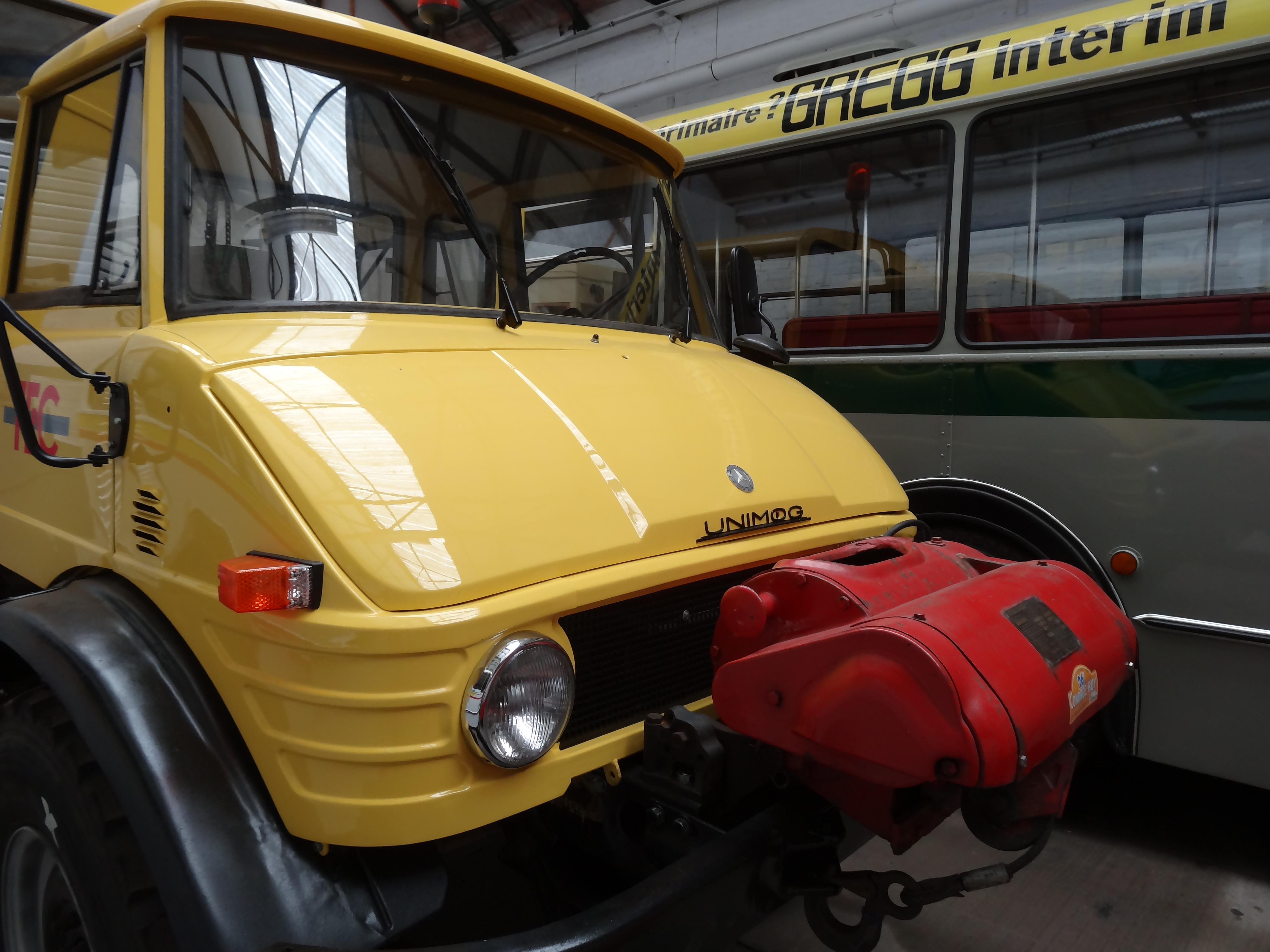
Naviják na nákladním autě

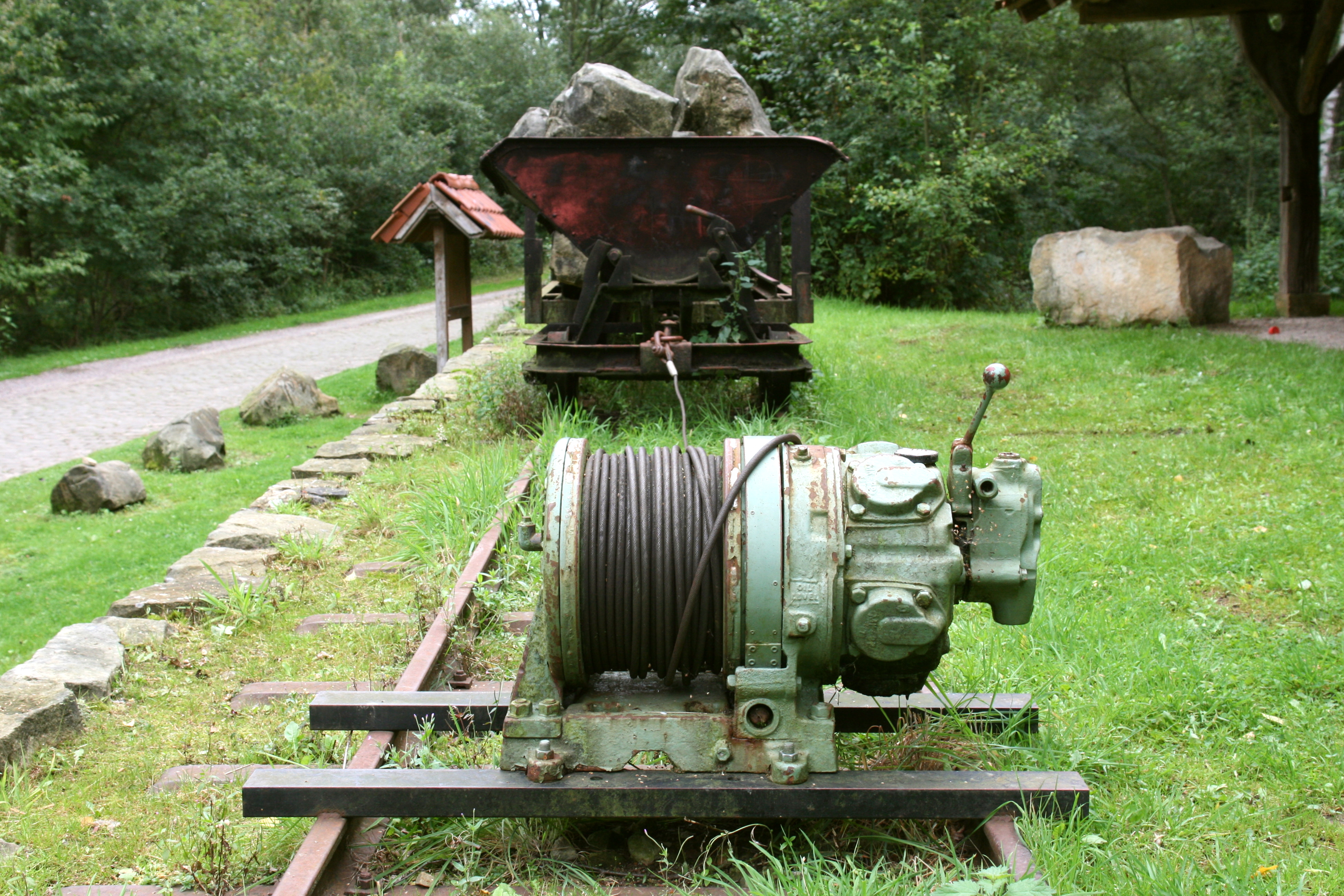
Důlní naviják

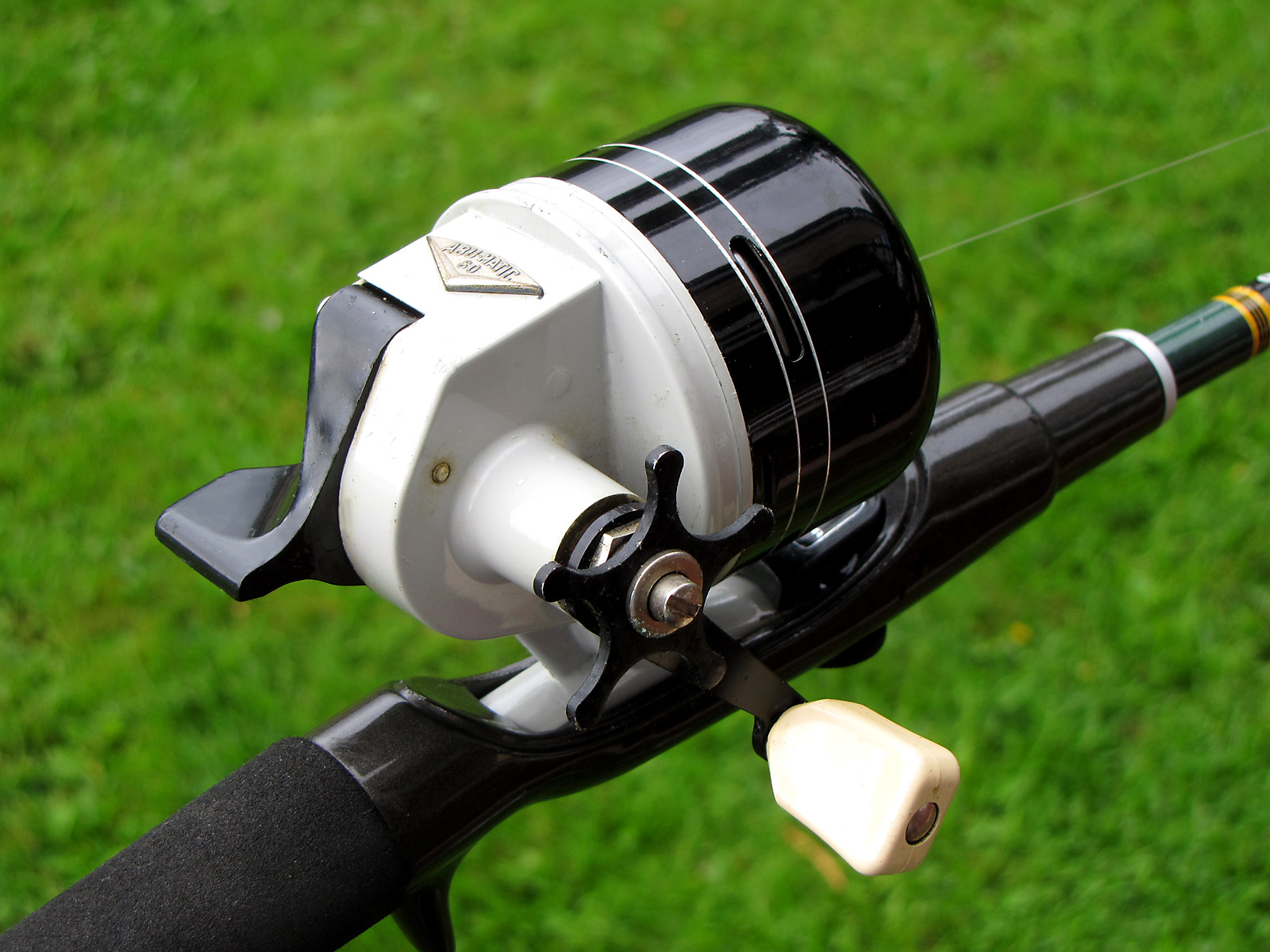
Rybářský naviják

Naviják je mechanické zařízení, které se používá na navíjení a případné uložení lana, kabelu nebo řetězu. Skládá se z otočné cívky či bubnu na hřídeli a z jeho pohonu. Pracuje na principu jednoduchého stroje kola na hřídeli.

## Druhy navijáků
Nejjednodušší naviják tvoří pevně uložená otočná cívka čili navíjecí buben. Připojením kliky vzniká ruční zařízení zvané rumpál. Pro větší síly může být hřídel bubnu poháněn šnekovým převodem, s ručním nebo elektrickým pohonem. Takové zařízení se nazývá vrátek. Pokud má vrátek sloužit ke zvedání břemen, upevňuje se na nosnou konstrukci; pohon se pak obstarává ručně řetězem anebo elektromotorem (tzv. kočka). Vrátek s možností pojezdu po kolejnici nebo na pohyblivém rameni tvoří jeřáb.
Naviják může být vybaven elektromagnetickou a/nebo mechanickou brzdou nebo také ozubenou západkou, která jistí buben proti samovolnému odvíjení. Taková ráčna je důležitá zejména při napínání drátů či lan, případně jejich svazků.

## Použití
Patrně nejstarším použitím navijáku je rumpál u studny, který sloužil k vytahování vědra s vodou. Velmi staré je i použití navijáku na stavbách, kde slouží ke zvedání kamenů a stavebního materiálu. Zvláštním druhem použití je stavba elektrických vedení, podzemních i vzdušných, kde slouží také k napínání drátů. Navijáky jsou vlastní funkční součástí jeřábů, vleků i lanovek. Používají se v dolech, kde slouží jak k vytahování vytěženého materiálu, tak ke spouštění zařízení a dělníků do šachty. Navijáky se užívají k vlečení aut, lodí nebo kluzáků. Vlečné a vyprošťovací navijáky se často montují na nákladní auta, na traktory, případně i na pásová vozidla a tanky.
Různé navijáky se vyskytují na lodích, kde slouží ke spouštění a vytahování kotva|kotvy, plachet nebo záchranných člunů. Malý naviják s důmyslnou mechanikou je důležitou součástí rybářského prutu. V divadle jsou navijáky součástí jevištní techniky a slouží k manipulaci s kulisami.
Největší naviják na světě je na hlubinném stavebním plavidle DVC Balder, které slouží ke kladení podmořských potrubí, zejména ropovodů. Jeho buben má průměr 10,5 metru a bezpečnou nosnost 275 metrických tun.